# Personligt nätverk
Ett personligt nätverk är alla de kontakter som en individ har med andra personer. Det personliga nätverket delas in i dels privat nätverk, dels i professionellt nätverk.
Det privata nätverket består av alla relationer som inte är förknippade med yrke, utbildning  eller professionella åtaganden. Man kan sammanfatta det privata nätverket som kontakter som ingår i grupperna släkt, vänner, grannar och övriga privata kontakter.
Det professionella nätverket byggs upp av kontakter som uppstått vid en individs utbildning, yrkesutövning eller som har med en persons profession att göra kallas professionellt nätverk. Det professionella nätverket består alltså av arbetskamrater, medarbetare, studiekamrater, chefer, underställda, kunder, leverantörers representanter etc.
Det professionella nätverket är mycket viktigt för många yrkesroller, då man ofta använder sitt nätverk för att nå sina mål. Goda kontakter och ett stort nätverk är vanligt bland socialt framgångsrika personer. 